# Babingtoniet
Het mineraal babingtoniet is een inosilicaat bestaande uit calcium, ijzer en mangaan met de chemische formule Ca2(Fe, Mn)FeSi5O14(OH).

## Eigenschappen
Het is ongewoon omdat het ijzer(III) de aluminiumionen volledig vervangt, die zo typisch zijn voor de silicaten. Het is een erg donkergroen tot zwart doorschijnend (in dunne kristallen of splinters) mineraal met een trikliene kristalstructuur. Het komt voor samen met zeolietmineralen in holtes in vulkanisch gesteenten. Babingtoniet bevat zowel ijzer(II) als ijzer(III) en is licht magnetisch. Het heeft een hardheid op de schaal van Mohs van 5,5 tot 6 en heeft een soortelijk gewicht van 3,3.

## Naamgeving
Het werd voor het eerst beschreven in 1824 door Arendal, Aust-Agder, Noorwegen en is genoemd naar de Ierse natuurkundige en mineraloog William Babington (1757-1833).